# Papatrigo
Papatrigo è un comune spagnolo di 316 abitanti situato nella comunità autonoma di Castiglia e León.